# Tennistoernooi van Belgrado

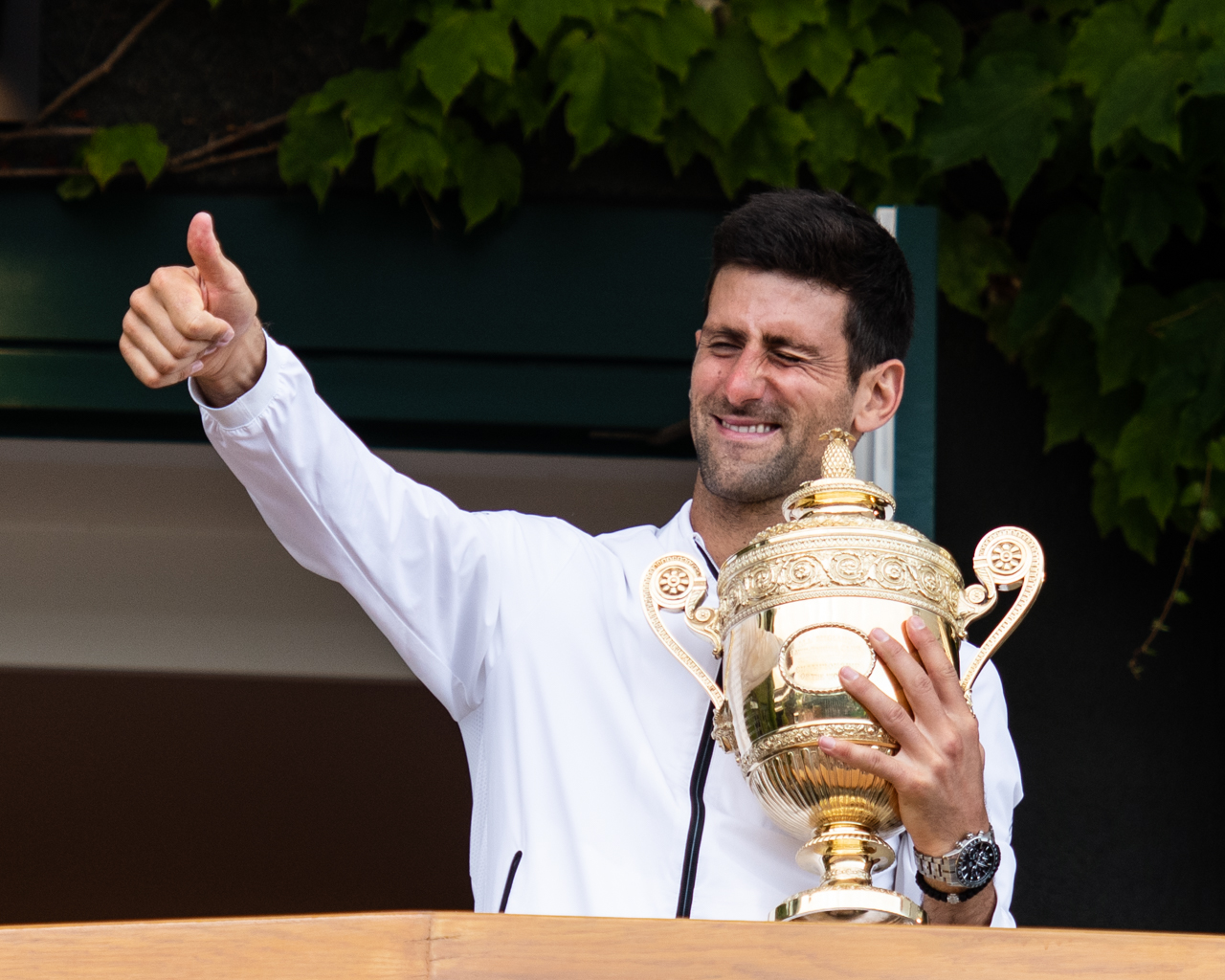
Novak Djokovic, naamgever van het tenniscentrum en tweevoudig winnaar van het mannentoernooi (2009 en 2011)

Het tennistoernooi van Belgrado is een jaarlijks terugkerend toernooi dat sinds 2009 wordt gespeeld op de gravel-buitenbanen van het Novak Tennis Center in de Servische hoofdstad Belgrado. De officiële naam van het toernooi is Serbia Open .
Het toernooi bestaat uit twee delen:
- ATP-toernooi van Belgrado, het toernooi voor de mannen (2009–2012 en terug sinds 2021)
- WTA-toernooi van Belgrado, het toernooi voor de vrouwen (sinds 2021)